# Снігова гроза

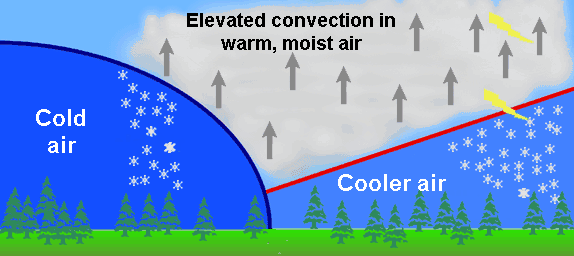
Схема формування снігової грози

Сніжна гроза, снігова гроза — рідкісне метеорологічне явище, а саме гроза, при якій замість зливового дощу випадає зливовий сніг, крижаний дощ або крижана крупа.
На Землі відбувається приблизно 5-6 разів на рік. Термін вживають, переважно, в науково-популярній зарубіжній літературі. У професійній українській метеорології цього терміна немає: в таких випадках відзначається одночасно гроза та зливовий сніг.

## Утворення
Сніжна буря виникає через контраст між холодними повітряними потоками атмосфери та помірно-вологими повітряними потоками від землі, або, загалом, між різними шарами атмосфери, що характеризуються різними температурами, де принаймні в одному з них температура досить низька. Достатня, щоб випав сніг. Наслідком зіткнення потоків є сильні опади на землі за короткий час. У хмарах виникають сильні конвективні потоки, які можуть викликати грім і блискавку, що характеризує грозове явище.

## Поширення
Явище спостерігається в холодну пору року на берегах незамерзаючих морів і великих озер (ефект озера). Найчастіше спостерігається в Північній Америці (близько 6,3 випадку на рік), на території США і Канади: Східне узбережжя, Нова Англія, Район Великих озер, Нова Шотландія, а також у Скандинавії, на півночі Європи. Наприклад, інтенсивна сніжна гроза спостерігалася в штаті Нью-Джерсі (США) в грудні 2010 року.

### В Україні
27 і 29 грудня 2014 року сніжна гроза спостерігалася в м. Одесі
29 грудня 2014 року сніжна гроза спостерігалася і в м. Миколаєві. Вона була дуже потужна, висвітлила весь лівий берег. Гроза принесла за собою сильний сніг і вітер.
29 грудня 2014 року в м. Дніпрі (тоді Дніпропетровську) спостерігалася снігова гроза. Так само блискавку спостерігали жителі інших населених пунктів в лівобережній частині області.
29 грудня 2014 року в м. Ізюмі Харківської області жителі міста спостерігали снігову грозу. Гроза була не довга, всього п'ять розрядів. Під час грози йшов сильний сніг.
22 січня 2020 року у м. Львові жителі Шевченківського і Галицького районів спостерігали явище снігової грози. Вона була короткотривалою. Під час грози можна було чути грім, бачити блискавку та це все супроводжував рясний сніг. Також це явище спостерігали в містах Луцьку, Бердичеві та Олевську.
8 лютого 2021 року у м. Кременчуці на Полтавщині спостерігали крижаний дощ з сильною грозою при температурі -14 °C.
14 січня 2022 року у м. Львові спостерігався розряд під час снігопаду, що спричинив короткий перебій в електропостачанні.
20 січня 2022 року в містах Володимирі, Нововолинську та Львові, місцеві жителі спостерігали різку зміну погоди та снігову грозу.
4 березня 2023 року у м. Києві спостерігалася  снігова гроза, місцеві жителі були свідками грому та блискавки з заметіллю. Рідкісне метеорологічне явище того вечора зафіксували й у Вараші на Рівненщині.
11 січня 2024 року, в м. Києві спостерігалася снігова гроза з громом і блискавицею. Таке ж метеорологічне явище спостерігалося і в деяких інших містах України, зокрема в м. Чернігові.